# Поп Ћира и поп Спира (филм из 1957)
Поп Ћира и поп Спира је југословенска филмска комедија, снимљена 1957. године у режији Софије Соје Јовановић, базирана по мотивима истоименог хумористичког романа Стевана Сремца. Сценарио, надахнут пре свега адаптацијама Сремчевог дела за Народно позориште, написали су Соја Јовановић и писац Родољуб Андрић. Сниман у Темерину и његовој околини, Поп Ћира и поп Спира био је први југословенски играни филм у боји.
Југословенска кинотека у сарадњи са А1 и Авала студиос је дигитално обновила филм.
Пројекција је одржана 8. марта 2022 године.

## Радња
Радња филма је смештена у живописно, идилично село, где, живот сеоске елите, две поповске породице, тече мирно у међусобном разумевању и пријатељству. Раздор у ове две породице уноси долазак Петра Петровића, младог учитеља који може да се ожени кћерком само једног попа.

## Ликови
| Глумац                     | Улога                        |
| -------------------------- | ---------------------------- |
| Јован Гец                  | Поп Спира                    |
| Љубинка Бобић              | Попадија Сида                |
| Милан Ајваз                | Поп Ћира                     |
| Невенка Микулић            | Попадија Перса               |
| Рената Улмански            | Јула, кћерка поп Спире       |
| Дубравка Перић             | Меланија, кћерка поп Ћире    |
| Љубиша Јовановић           | поп Олуја                    |
| Слободан Перовић           | учитељ Петар Петровић        |
| Властимир Ђуза Стојиљковић | берберин Шандор-Шаца         |
| Северин Бијелић            | Аркадије црквењак            |
| Дара Чаленић               | Жужа служавка попадије Персе |
| Бранка Веселиновић         | Фрау-Цвеценмајерка           |
| Воја Јовановић             | Владика                      |
| Станоје Душановић          | кочијаш Петар                |

Комплетна филмска екипа  ▼
| Редитељ                   | Соја Јовановић         |                                             |
| Сценариста                | Родољуб Андрић         | (писац) (ас Родо Андрић)                    |
| Сценариста                | Соја Јовановић         | (писац)                                     |
| Сценариста                | Стеван Сремац          | (новела)                                    |
| Композитор                | Боривоје Симић         |                                             |
| Директор фотографије      | Ненад Јовичић          | директор фотографије                        |
| Mонтажер                  | Миланка Нановић        |                                             |
| Сценограф                 | Миомир Денић           |                                             |
| Уметнички директор        | Александар Миловић     |                                             |
| Костимограф               | Данка Павловић         |                                             |
| Одсек за шминку           | Иван Лалић             | шминкер                                     |
| Одсек за шминку           | Милица Симончевић      | шминкерка                                   |
| Менаџер продукције        | Живка Антић            | помоћник директора филма                    |
| Менаџер продукције        | Душко Ерцеговић        | вођа снимања                                |
| Менаџер продукције        | Душан Петровић         | директор филма                              |
| Менаџер продукције        | Александар Ракић       | помоћник организатора                       |
| Помоћник режије           | Маријан Вајда          | први помоћник редитеља                      |
| Помоћник режије           | Душан Жега             | други помоћник редитеља                     |
| Уметнички одсек           | Вељко Деспотовић       | асистент уметничког директора               |
| Уметнички одсек           | Светислав Константинов | сценски реквизитер                          |
| Одсек за звук             | Драган Гроздановић     | асистент тонског сниматеља                  |
| Одсек за звук             | Мирјана Кичовић        | диалогуе едитор (као Мира Митровић)         |
| Одсек за звук             | Радивој Вујић          | тон мајстор (као Раша Вујић)                |
| Специјални ефекти         | Вукашин Младеновић     | специјални ефекти (као Вуле Младеновић)     |
| Одсек за камеру и расвету | Ђорђе Јовчић           | вођа расвете                                |
| Одсек за камеру и расвету | Божидар Милетић        | први асистент сниматеља (као Божа Милетић)  |
| Одсек за камеру и расвету | Душан Недељковић       | пратилац камере                             |
| Одсек за камеру и расвету | Миодраг Стошић         | фотограф                                    |
| Одсек за костим           | Славко Јамбрежић       | набављач                                    |
| Одсек за костим           | Борка Субарановић      | гардеробер                                  |
| Одсек за монтажу          | Нева Паскуловић Хабић  | асистент монтажера (као Невенка Паскуловић) |
| Одсек за монтажу          | Предраг Стајић         | консултант за боју                          |
| Музички одсек             | Љиљана Поповић         | музички уредник                             |
| Музички одсек             | Боривоје Симић         | диригент                                    |
| Остала екипа              | Раде Чупић             | дизајнер наслова                            |
| Остала екипа              | Сретен Јовановић       | технички саветник                           |
| Остала екипа              | Љубица Чуча Сокић      | арт наслов (као Чуча Сокић)                 |
| Остала екипа              | Добрила Солдатовић     | секретар режије                             |

## Културно добро
Југословенска кинотека је, у складу са својим овлашћењима на основу Закона о културним добрима, 28. децембра 2016. године прогласила сто српских играних филмова (1911−1999) за културно добро од великог значаја. На тој листи се налази и филм Поп Ћира и поп Спира.
Рестаурисан је 2022. године.